# Kola (Mali)
Kola is een gemeente (commune) in de regio Sikasso in Mali. De gemeente telt 4500 inwoners (2009).
De gemeente bestaat uit de volgende plaatsen:
- Djoutiébougou
- Faraba
- Klé-Bougouda
- Klé-Sokoro
- Kola
- Kola–Sokoura
- Massala
- Moubougou
- Tonkourabougou